# Thopomyia dentatum
Thopomyia dentatum är en tvåvingeart som först beskrevs av James 1967.  Thopomyia dentatum ingår i släktet Thopomyia och familjen vapenflugor. Inga underarter finns listade i Catalogue of Life.